# بوبي مور (لاعب كرة قاعدة أمريكي)
بوبي مور (بالإنجليزية: Bobby Moore)‏ هو لاعب كرة قاعدة أمريكي، ولد في 27 أكتوبر 1965 في سينسيناتي في الولايات المتحدة.

## وصلات خارجية
- بوبي مور (لاعب كرة قاعدة أمريكي) على موقعبيزبول رفرنس.كوم (الدوري الرئيسي) (الإنجليزية)
- بوبي مور (لاعب كرة قاعدة أمريكي) على موقعبيزبول رفرنس.كوم (الدوري الثانوي) (الإنجليزية)